# Willamina
Willamina est une municipalité américaine située dans les comtés de Polk et de Yamhill en Oregon.
Lors du recensement de 2010, sa population est de 2 025 habitants, dont 1 180 vivent dans le comté de Yamhill. La municipalité s'étend alors sur une superficie de 0,96 mille carré (2,49 km2), dont 0,7 mille carré (1,81 km2) dans ce même comté et 0,26 mille carré (0,67 km2) dans celui de Polk.
La localité est fondée en 1879 à la confluence de la rivière Yamhill (en) et du ruisseau Willamina (en). Elle doit son nom à la première femme européenne à s'y être implantée, Willamina Williams. Willamina devient une municipalité le 13 février 1903.